# نافتالي هيرتس تور سيناي
نافتالي هيرتس تور سيناي (بالعبرية: נפתלי הרץ טור-סיני) (13 نوفمبر 1886 – 17 أكتوبر 1973) عالم لغوي إسرائيلي وعالم في الكتاب المقدس.
ساهم كلغوي في نشر وإحياء اللغة العبرية لتكون لغة حديثة وحية. وكان أول رئيس لأكاديمية اللغة العبرية، ومؤسس مشروع القاموس التاريخي.
حصل على جائزة إسرائيل في الدراسات اليهودية في عام 1956.

## حياته
ولد باسم هاري تورشينر في ليبمرغ في غاليسيا في الإمبراطورية النمساوية المجرية (وهي حاليا في أوكرانيا) في عام 1886. انتقل إلى فيينا في النمسا، ثم إلى برلين في ألمانيا في 1919 ليعمل محاضرا في كلية علوم الدين اليهودي (كلية الدراسات اليهودية).
أقام في فلسطين بين عام 1910 و1912 وشارك في تأسيس ثانوية رحافيا في القدس وثانوية هيرتلسيا في تل أبيب. واستقر في فلسطين في عام 1933. وعمل بروفيسورا للغات السامية في الجامعة العبرية في القدس، وكان عضوا في أكاديمية إسرائيل للعلوم والإنسانيات.
اعتُبِر هو وإيليعيزر بن يهودا  أهم فقهاء اللغة في إسرائيل. ابن أخيه جاك تورشينر هو رئيس سابق للمنظمة الصهيونية الأمريكية.

## كتبه
من بين كتبه العديدة التي ترجمت إلى اللغة الإنجليزية: كتاب «إحياء اللغة العبرية» و«سفر أيوب: تعليق جديد». ونشر ترجمة للتاناخ من العبرية إلى الألمانية. كما شارك في تحرير قاموس اللغة العبرية القديمة والحديثة مع إيليعيزر بن يهودا ودوف جاردن ومائير ميدان وآخرين.

## جوائز
- حصل على جائزة بياليك في الفكر اليهودي في عام 1940.[6]

- حصل على جائزة إسرائيل في الدراسات اليهودية في عام 1956.[4]

- حصل على جائزة ياكير يروشالاييم (مواطن القدس الفخري) في عام 1967، وهي أول سنة تمنح فيها تلك الجائزة.[7]